# Município de Burton (Ohio)
Localização do Ohio nos E.U.A.
O município de Burton (em inglês: Burton Township) é um local localizado no condado de Geauga no estado estadounidense de Ohio. No ano de 2010 tinha uma população de 4412 habitantes e uma densidade populacional de 69,91 pessoas por km².

## Geografia
O município de Burton encontra-se localizado nas coordenadas 41° 27′ 47″ N, 81° 08′ 36″ O. Segundo a Departamento do Censo dos Estados Unidos, o município tem uma superfície total de 63.11 km², da qual 61,65 km² correspondem a terra firme e (2,31 %) 1,46 km² é água.

## Demografia
Segundo o censo de 2010, tinha 4412 pessoas residindo no município de Burton. A densidade de população era de 69,91 hab./km².